# دي جي داي
دي جي داي (بالإنجليزية: DJ Day)‏ هو عازف جاز ومنتج أسطوانات ودي جيه وملحن أمريكي، ولد في 1975.

## وصلات خارجية
- الموقع الرسمي